# An-225 (航空機)
An-225 ムリーヤ
2012年撮影
- 用途：輸送機
- 分類：宇宙往還機輸送機/大重量貨物輸送機
- 設計者：O・K・アントーノウ記念航空科学技術複合体
- 製造者：アントノフシリアル製造工場（英語版、ロシア語版、ウクライナ語版）
- 運用者：アントノフ航空
- 初飛行：1988年12月21日
- 生産数：2機（うち、未完成機1機）
- 生産開始：1988年
- 運用開始：1989年/2000年（再就役）
- 退役：2022年2月25日
- 運用状況：破壊
- 原型機：An-124

An-225 ムリーヤ（ウクライナ語: Ан-225 Мрія, ラテン文字転写: An-225 Mriya）は、ソビエト連邦のアントノフ設計局（現・ウクライナのANTK アントーノウ）が開発した、6発エンジンの大型輸送機（輸送用飛行機）。
「世界最大の飛行機」と呼ばれ、「史上最大」と「世界最大」を冠する記録的数値をいくつも示す機体である。「史上最大の重航空機」にして「史上最も重い航空機」である。また、長さの面では「史上最長の飛行機」である。これらを含めた本機の世界記録については、「#世界記録」および「乗り物に関する世界一の一覧#航空機」を参照。
同機は2022年2月24日〜25日に発生したアントノフ国際空港の戦いのロシア軍の第二次攻撃（25日）で破壊が確認された。
ウクライナでは、"dream"「ドリーム、夢、希望」を意味するウクライナ語 "мрія（ラテン翻字: mriya、日本語音写形: ムリーヤ）"の愛称で親しまれている。一方、NATOコードネームは "Cossack（コサック）" であった。

## 概要

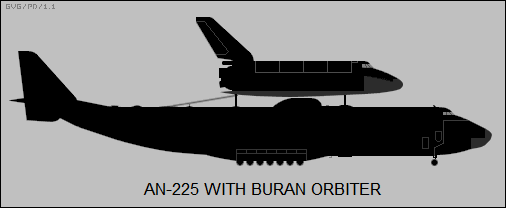
ブランとAn-225の概念図
本機の背中にある台座に設置されたブランは、数本の支柱と支線で固定されている。

1980年代後半のソ連では、再使用型宇宙往還機「ブラン」の開発が進められていた。ブランを輸送するための方法として計画されたのが本機 An-225 の歴史の始まりである。なお、同じくブラン輸送のためにVM-T アトラントも製造された。
2機が製造されていたが、完成したのは1機のみである。機体記号はUR-82060。ソ連時代には、An-225に載せたMAKS・スペースプレーンを空中から打ち上げる構想もあった。
最大離陸重量は当初600トンとされていたが改修後は640トンとさらに増加し、世界一重い航空機であるほか、多くのギネス世界記録をもつ。
2016年8月にアントノフ航空は中国空域産業集団にAn-225の技術や設計図に亘る所有権を全て移転し、2019年に中華人民共和国の工場で再生産させる契約を交わしたと報じられた。ただし、アントノフは知的所有権の譲渡に合意しておらず、報道にあるような所有権の移転はないと説明している。第1段階では、ウクライナで生産・近代化した改良型An-225の1機を2019年までに中国のAICCに納入。続く第二段階では、アントノフのライセンスの元で中国国内でのライセンス生産を認める契約とされた。再生産される最初のAn-225に関しては、後述の破棄された2号機を再整備するのか、完全新規に生産されるものかは明らかにされなかった。また、翌2017年に同じ中国企業の北京天驕航空（中国航空発動機集団の子会社）によってAn-225のエンジンを生産してきたウクライナの企業モトール・シーチが買収された際はこのアントノフの契約との関連も報じられた。

## 運用

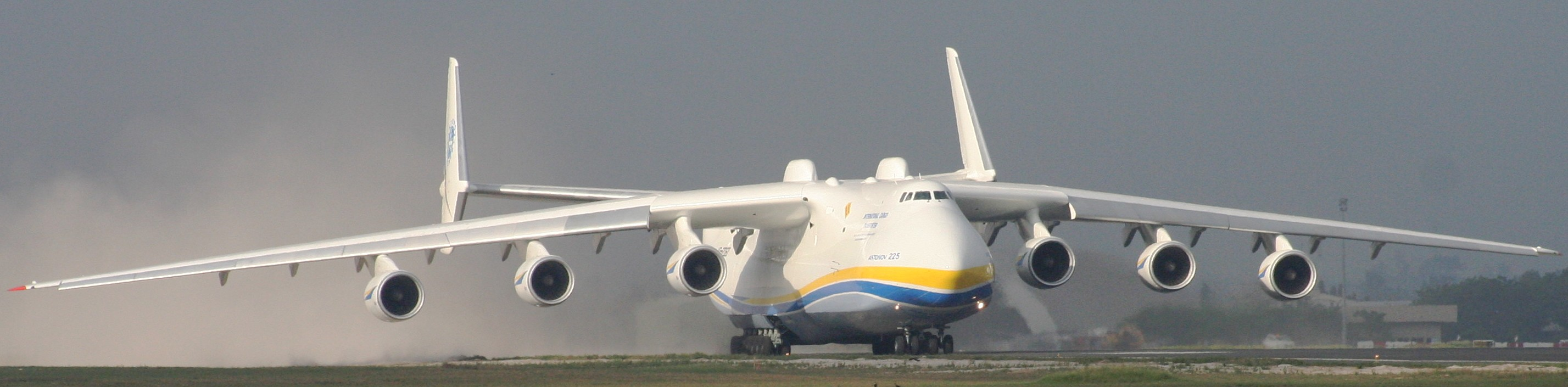
正面全景・パノラマ画像 / 2010年撮影。

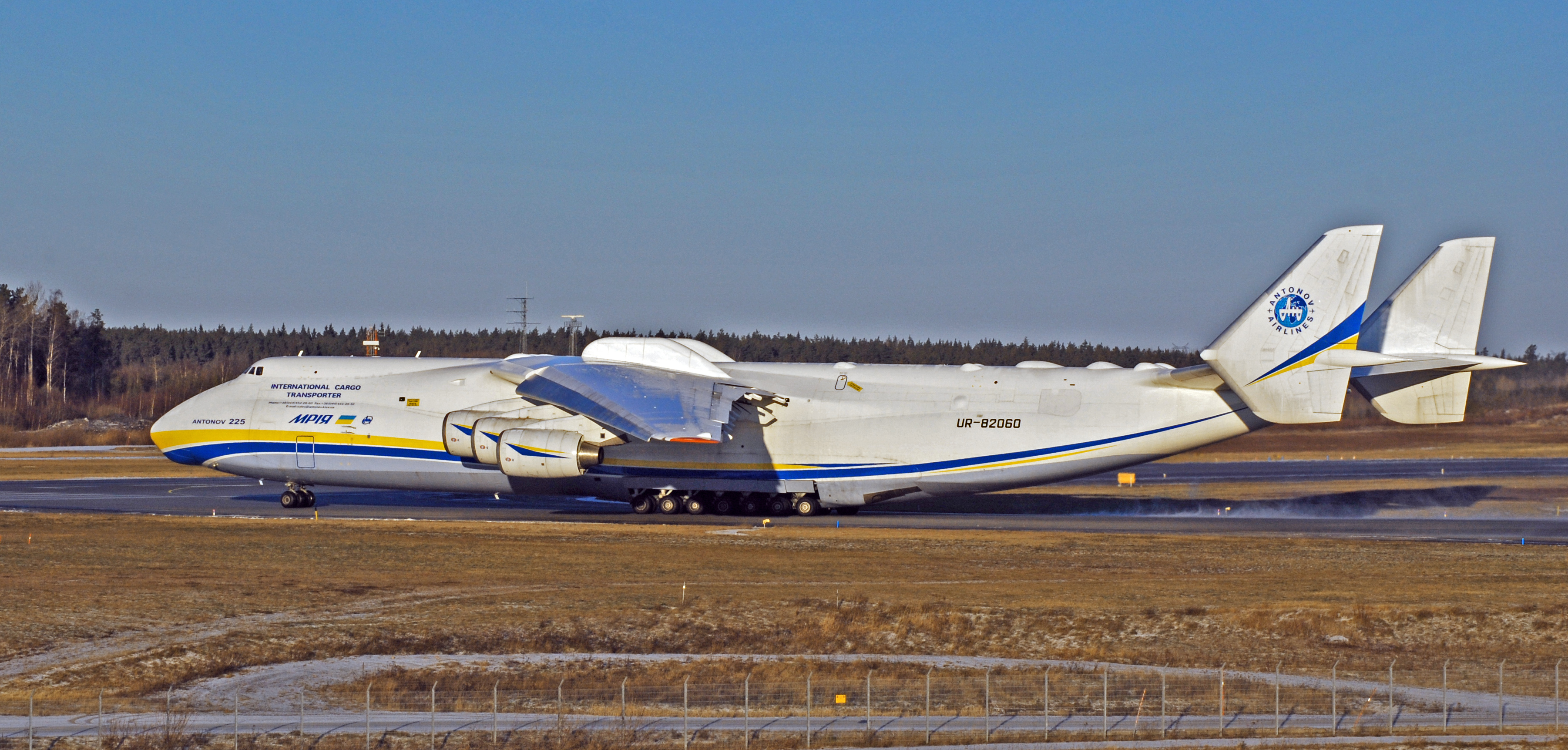
側面全景 / 2012年撮影。

再使用型宇宙往還機ブランをAn-225が実際に搭載して本来の任務を果たしたのは一回限りで、ブランが宇宙に行ったのも一度限りであった。その後はソビエト連邦の崩壊に伴う混乱のために運用予算が打ち切られた。
存在意義を失ったAn-225は、長い間ウクライナの工場の一角に放置され、An-124とAn-70の補修用部品取りとして次々と主要なパーツを失うなど、事実上のスクラップ扱いとなっていた。しかし、1999年になって、アントノフ航空などが、An-124を使用した超大型貨物の運送ビジネスを行い、大成功を収めた実績から、An-225を商用機として現役復帰させることを発表した。1年近い改修の末、デジタルアビオニクス化と機体の補修・強化を行い、An-225は再就役した。以来、大型・大重量貨物運送用として就役しており、主にヨーロッパを中心とした大西洋方面で運用されていた。
2009年7月末には、3度目の塗装変更が行われ、機体は白地にウクライナの国旗を想起させる黄色（■）と青色（■）の緩やかなラインが入り、そのラインより下（つまり、腹の部分）を水色（■）で塗り潰したデザインになった（■よく分かる画像あり）。ただし、実際のウクライナ国旗は「青黄旗」という漢訳語でも呼ばれるもので、上が青色（синій. ■）、下が黄色（жовтий. ■。金色の代用色）の二色旗である。したがって、上から順に黄色・青色・水色の3色で構成されている本機のデザインは、厳密にはウクライナのナショナルカラーを再現してはいない。

### 日本への飛来歴
2010年2月9日、ハイチ大地震復興支援で使用する重機類100トン以上を輸送する目的で防衛省がチャーターし、成田国際空港に初飛来した。An-225が日本に姿を見せたのはこれが初である。
2010年（平成22年）6月21日、テクニカルランディングで中部国際空港（愛知県常滑市）に飛来した。
2011年（平成23年）3月中旬に日本で発生した東日本大震災の際には、フランス政府が150トンの救援物資を日本へ輸送すべく、本機をチャーターし、成田国際空港に飛来している。東京電力・福島第一原子力発電所で発生した原発事故に対応する為のコンクリートポンプ車の輸送にも使用された。さらに2020年（令和2年）には、新型コロナウイルス感染症（COVID-19）の世界的流行に関連した医療物資の輸送に伴い、5月23日、同月29日、および6月3日に、テクニカルランディングで中部国際空港に飛来している。

### 戦闘による焼損

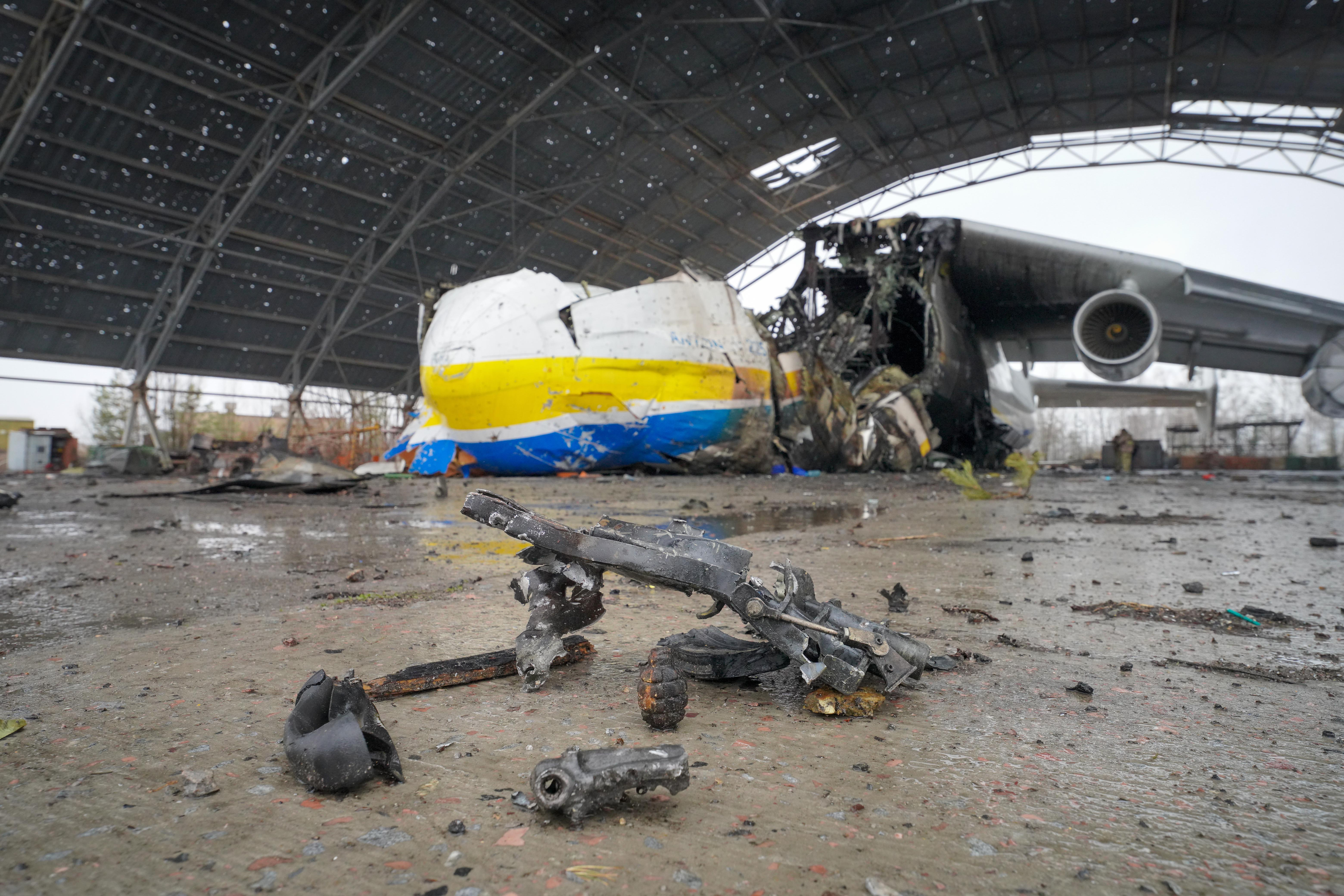
戦闘により破壊されたAn-225

当機は2022年2月2日から5日にかけて、中国の天津から約90トンのCOVID-19検査キットをデンマークのビルンに輸送したのが最後の商業任務であり、5日にはウクライナのホストーメリ空港(アントノフ国際空港)に戻ってエンジンの交換を行っていた。2022年2月24〜25日、同空港はロシアのウクライナ侵攻の中で実施されたロシア軍空挺部隊によるヘリボーン作戦によって占拠された。この作戦の際、炎上するAn-225の格納庫の画像や、An-225が破壊されたとする情報がネット上で広がり、同月27日にアントノフ関係者がラジオ・ズヴォボダに対し、An-225はロシア軍の爆撃による火災で焼損したと非公式に語った。同日にはウクライナ政府のTwitterアカウントもAn-225が破壊されたことを公式に認めると同時に、将来的に同機を修復することを表明した。アントノフ社の声明では、専門家によって検査されるまで、航空機の技術的状態について公式に報告することはできないとしている。2022年3月4日、ロシア国営テレビによって機体が完全に破壊されていることが確認された。
3月24日、アントノフ社では修復のために国際基金設立を表明した。
5月5日、焼損した機体が報道陣に公開された。右翼のエンジン1基が根元から焼け落ちていたほか、機体の前部は切り落とされたように格納庫の床に崩れ落ちており、コクピットの場所などが判別できない状態となっていた。
5月20日、ウクライナのウォロディミル・ゼレンスキー大統領は、破壊された機体の代わりに、2号機（後述）を完成させると発表した。
2023年3月10日、ウクライナ保安局（SBU）はAn-225破壊に関連して、アントノフ社の幹部ら2名を拘束したと発表した。SBUによるとアントノフの幹部は2022年1月から2月、ウクライナ軍がホストーメリ空港に防御設備を作ることを拒否し、軍関係者の敷地内への立ち入りを拒んだという。幹部はウクライナ軍の合法的な活動を妨害した罪で有罪になれば、15年以下の禁錮刑が科される可能性があると報道された。

## 2号機の存在
2006年9月にはアントノフ設計局で、組み立て途中のままの2号機を完成させる計画が決定された。2号機は2008年に完成される予定であったが、遅延された。そして、2009年8月に2号機が未完成のまま計画は放棄された。この時点でフレームの60 - 70 %が組み上げられており、完成には追加で3億ドル（約300億円）が必要とされている。計画破棄後も機体自体は解体はされておらず、そのままキーウ工場の格納庫に留め置かれていた当機は、その後、モスボール保存されることとなり、2019年現在に至る。

## 性能

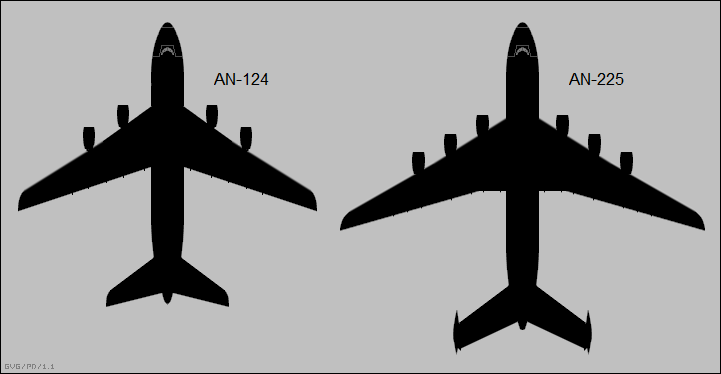
An-124 ルスラーンと An-225 ムリーヤの比較図

機体の図説 / 上から順に──
(1) 正面図。(2) 上面図。(3) ブランやMAKS・スペースプレーンなど4種類の搭載機を搭載した状態を同時に表した側面図。(4) 貨物搬入口を開いた状態の側面図。

### 機体構成
An-225は、開発期間を短くするために、機体の基本設計はAn-124 ルスラーンを基にしている。
変更点は、胴体を延長し、エンジン数（4基から6基）と主降着装置（10脚から14脚）を増強している。また、軽量化のため後部搬入口を廃止し、そのかわり斜路（ランプウェイ）に加え前脚を傾斜し前傾姿勢になって積載作業を支援できるようになっている。
尾翼がH字型の双尾翼となっているのは、搭載したブランによって生ずる後流の影響を小さくするためで、機体上部のブラン搭載装置を撤去した跡と共に外観上の特徴となっている。

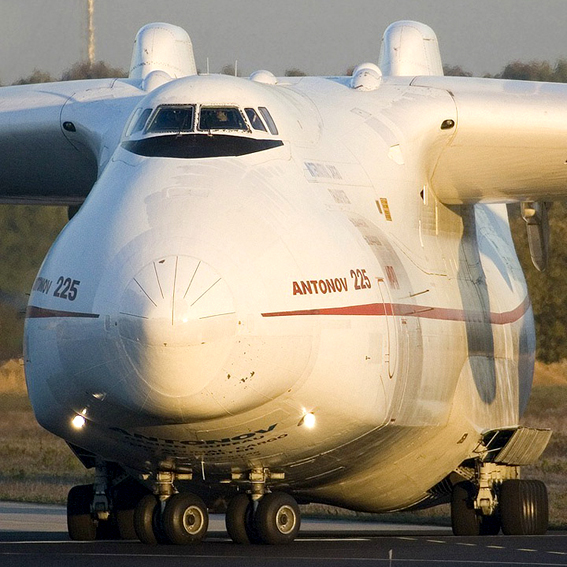
胴体前面
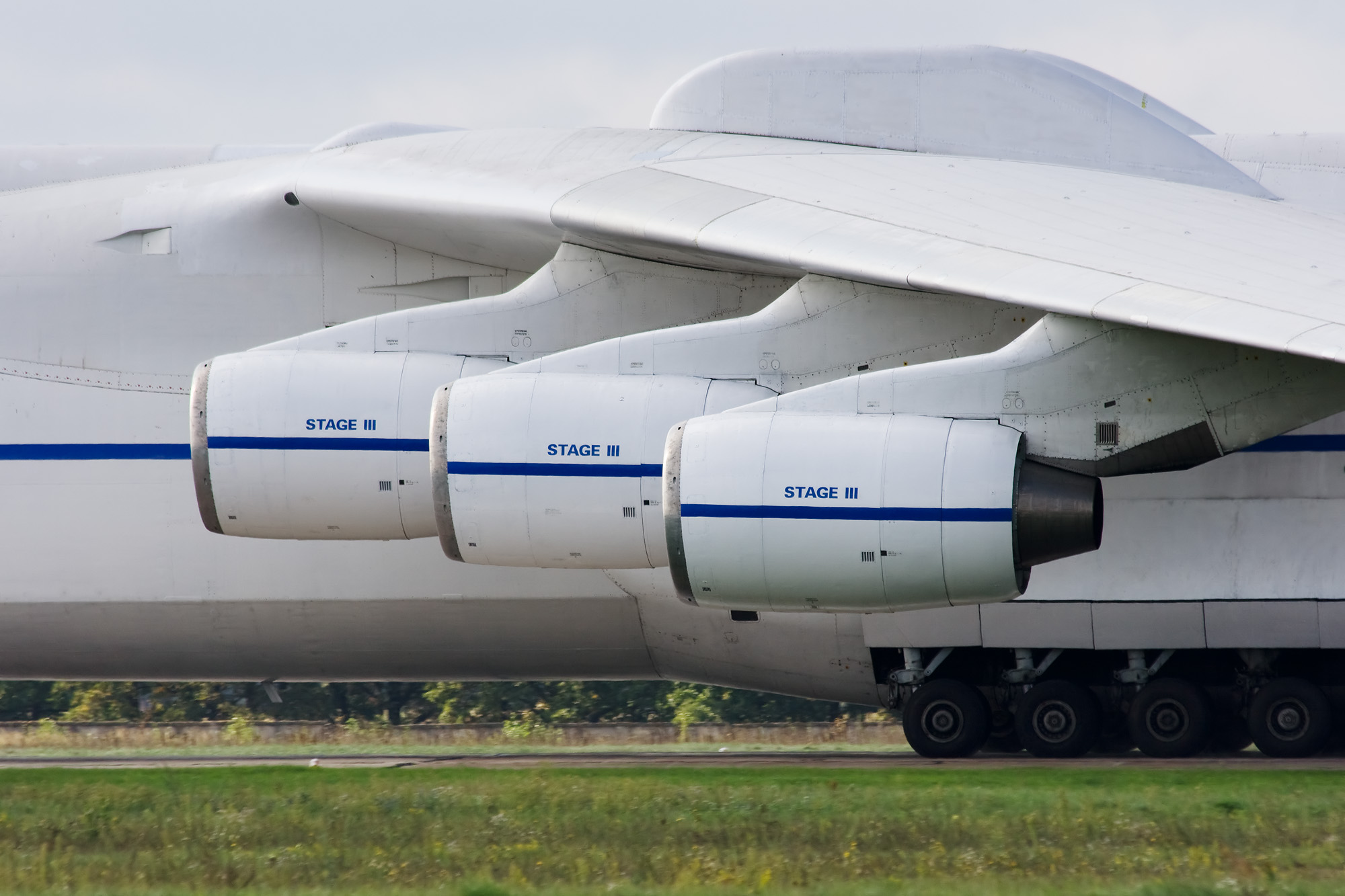
プログレスD-18T エンジン
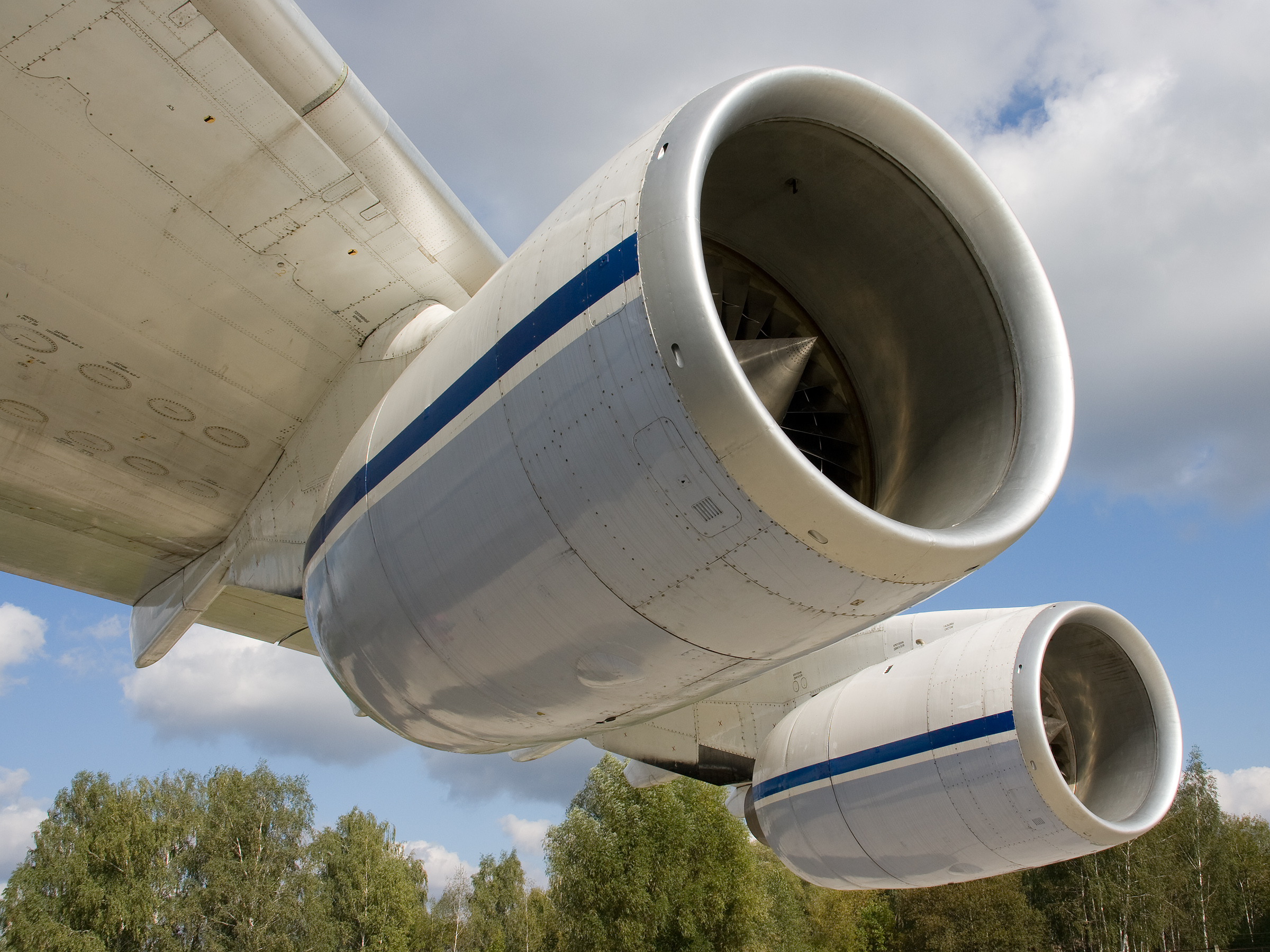
同左
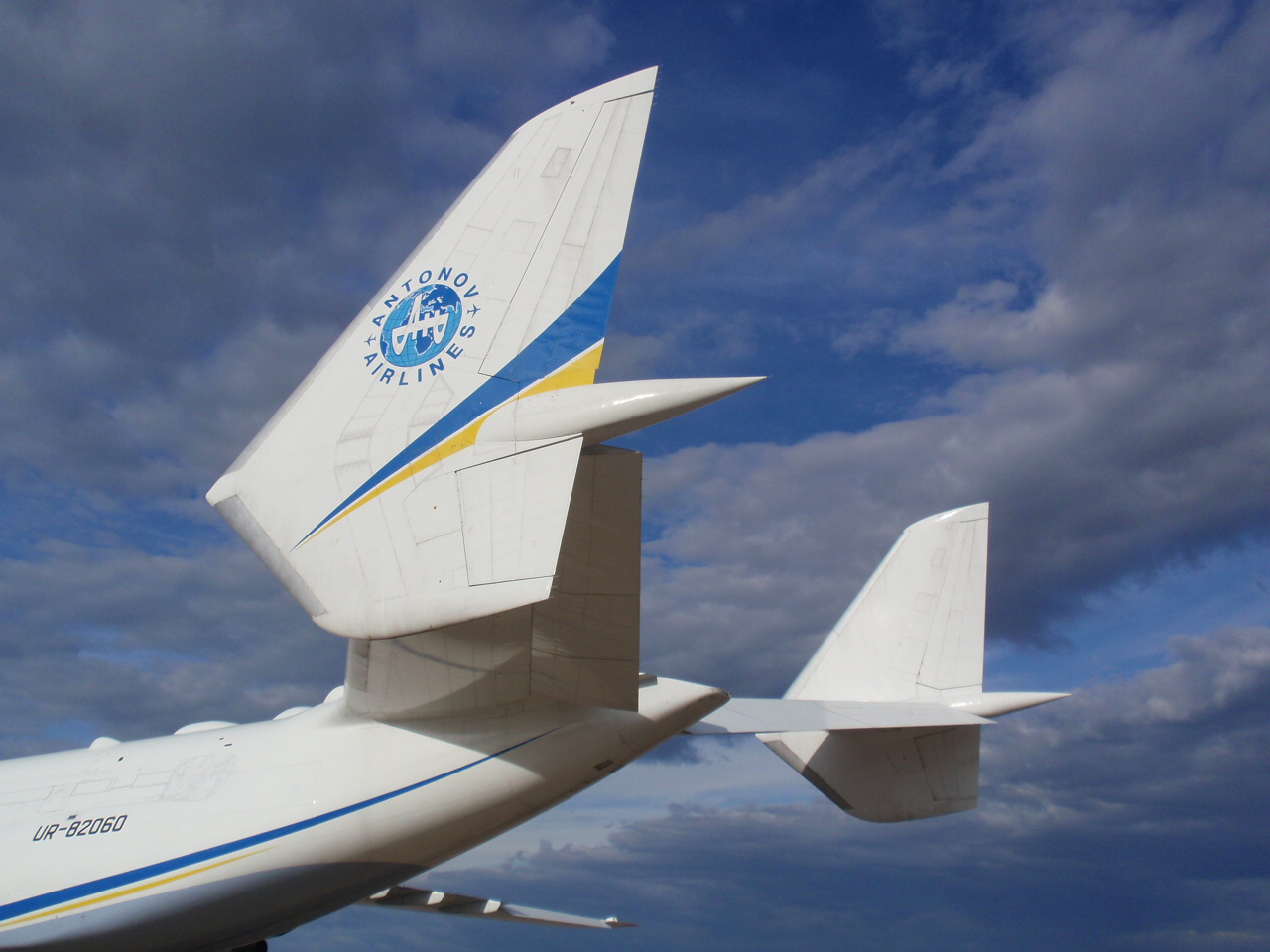
H字型の尾翼
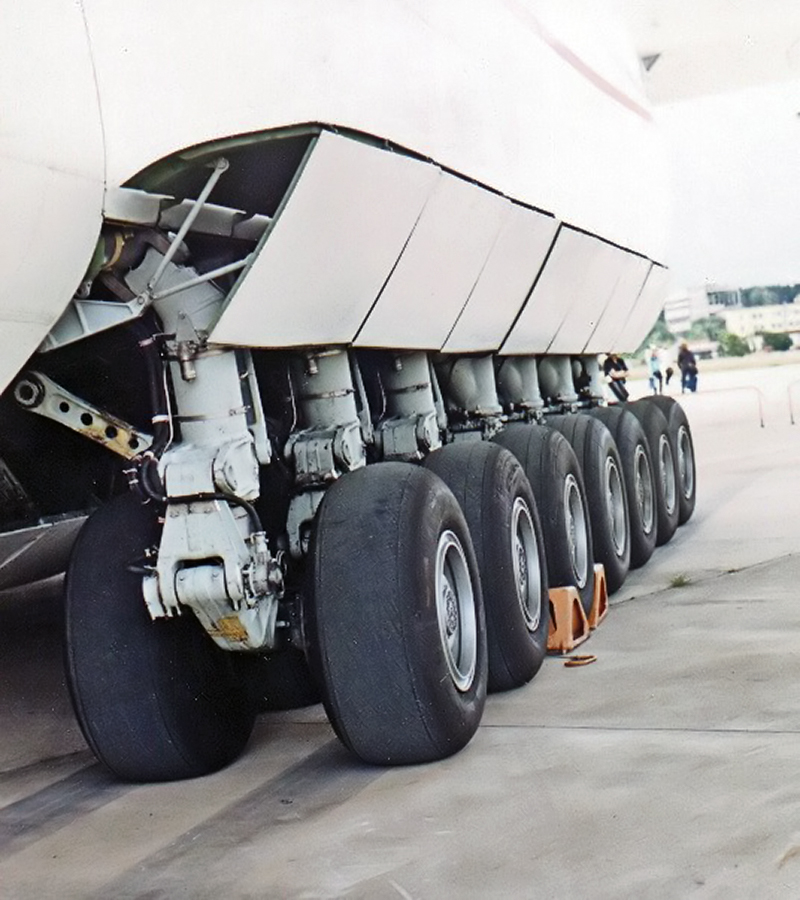
着陸脚（左胴体主脚）
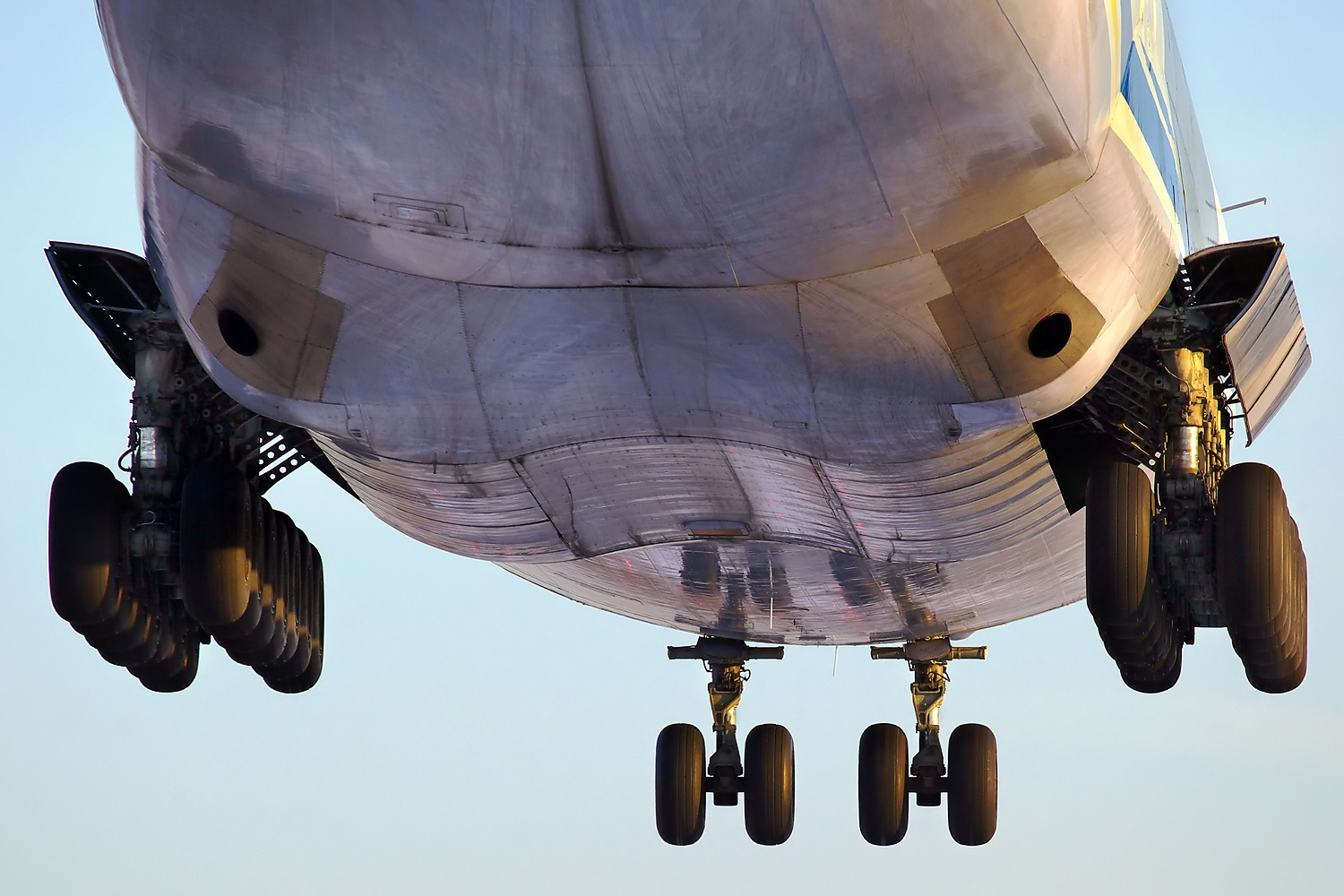
同左
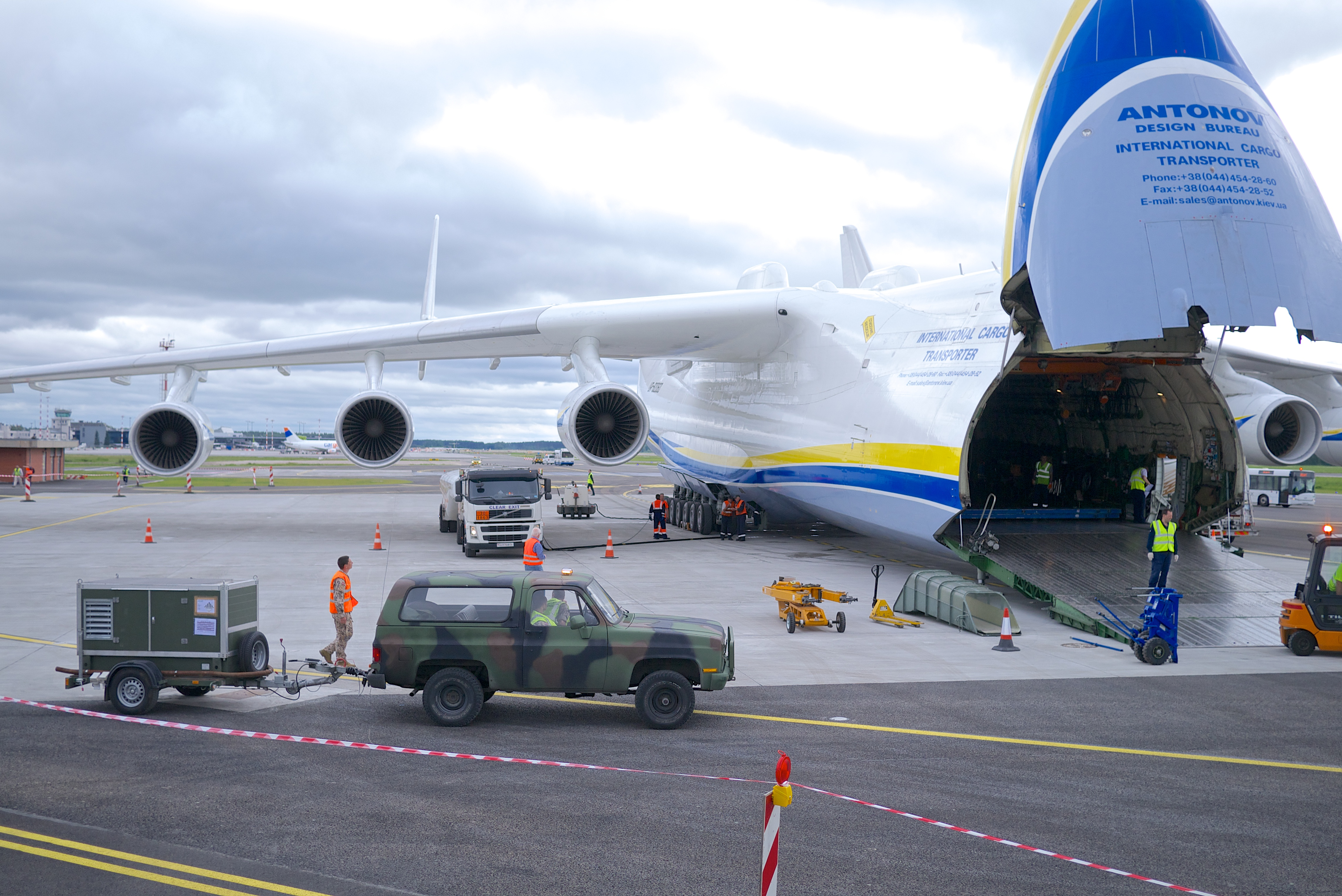
搬入口を開いて傾斜した状態
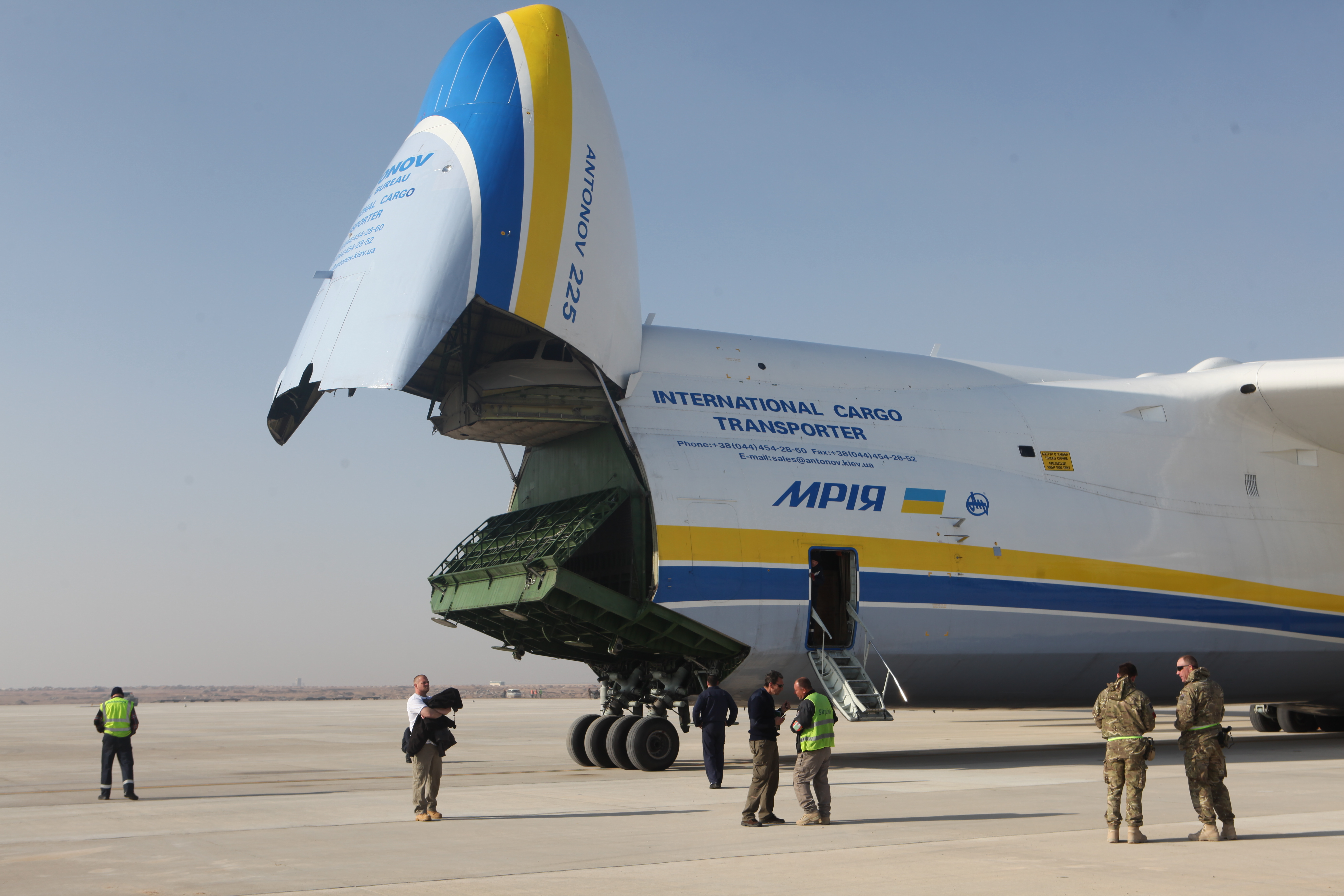
同左
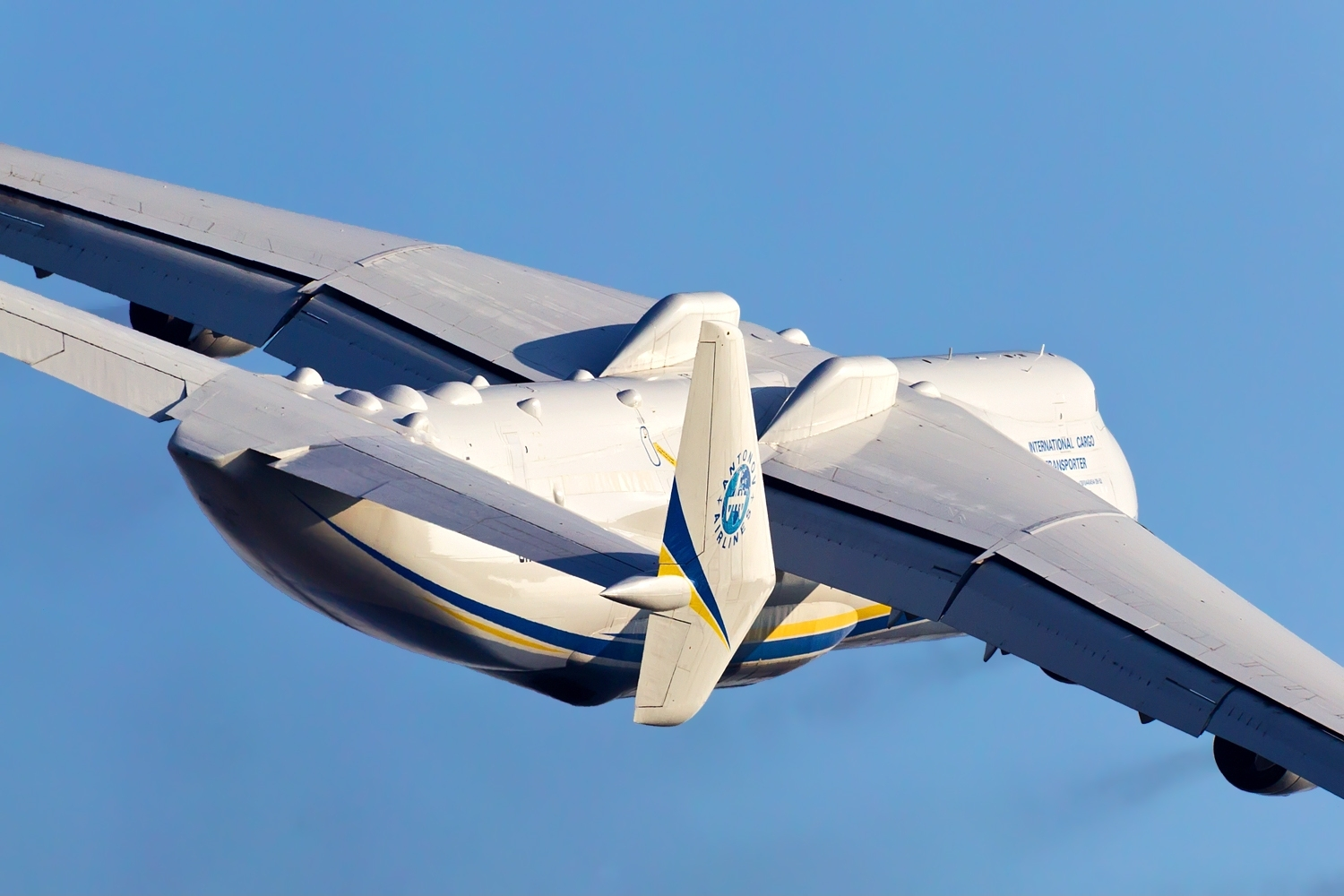
上部搭載機用の台座がよく見えるアングル

### 機内
操縦室内部も部品取りの対象となっていたため、副操縦士側の操縦輪やラダーペダルまで取り外されていた。改修時にはオリジナルの部品ではなく新型が取り付けられたが機長側は旧式のままという状態だった。2003年前後に機長側も新型に交換された。計器類はブラウン管の補助モニタが設置されているものの、アナログ計器中心の伝統的な設計である。しかし航空機関士が2名体制であるためエンジンに関しては大きく委譲されており、6発機ながら操縦席側の計器類は比較的少ない。
機体が大型であるため操縦室内に余裕があり、室内後部の航空機関士と航法士・通信士の席には広いテーブルがある。これらの席は外側を向いた状態で背中合わせに配置されているが、中央の通路は人が余裕を持って通行できる。
操縦室の後方にはキッチン付きのギャレーと座席を備えた与圧区画があり、乗員の休憩以外にも、取り扱いに注意が必要な貨物を監視するロードマスターや同行したい顧客などを70名程度輸送できる。また開発当初は測定機材を設置した部屋があったが、改修後は機材が撤去され空き部屋となったため、乗員の着替えや荷物を置くスペースに転用されている。

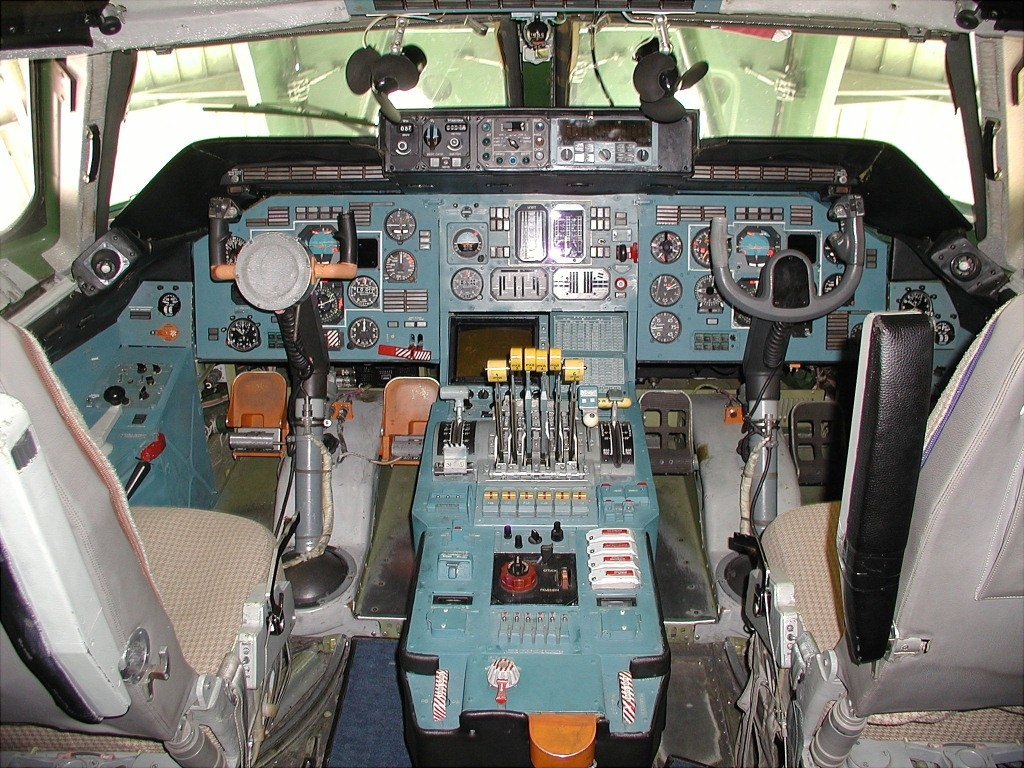
復帰当初の操縦席 / 2001年撮影。
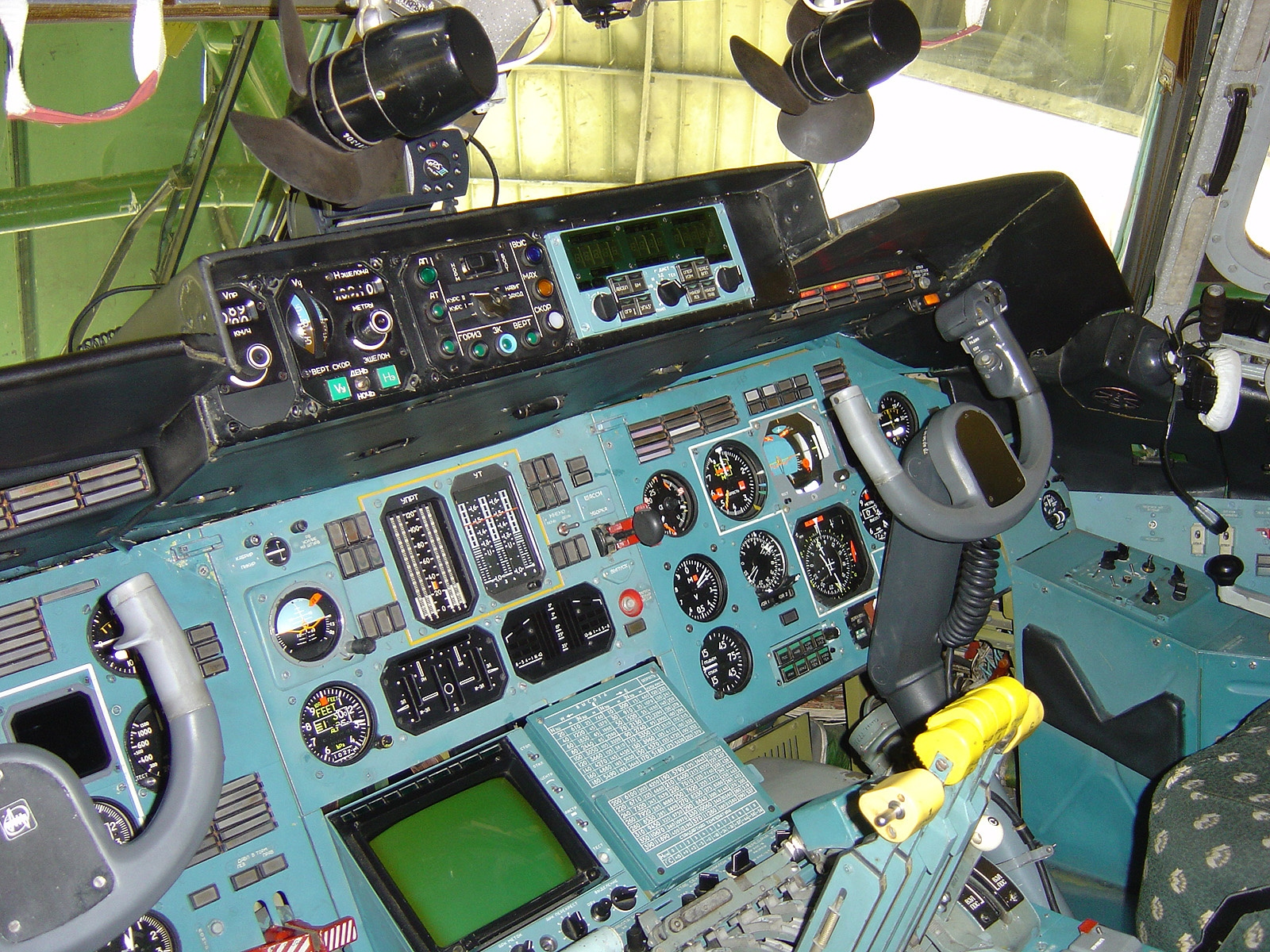
再度改修された操縦席 / 2003年撮影。
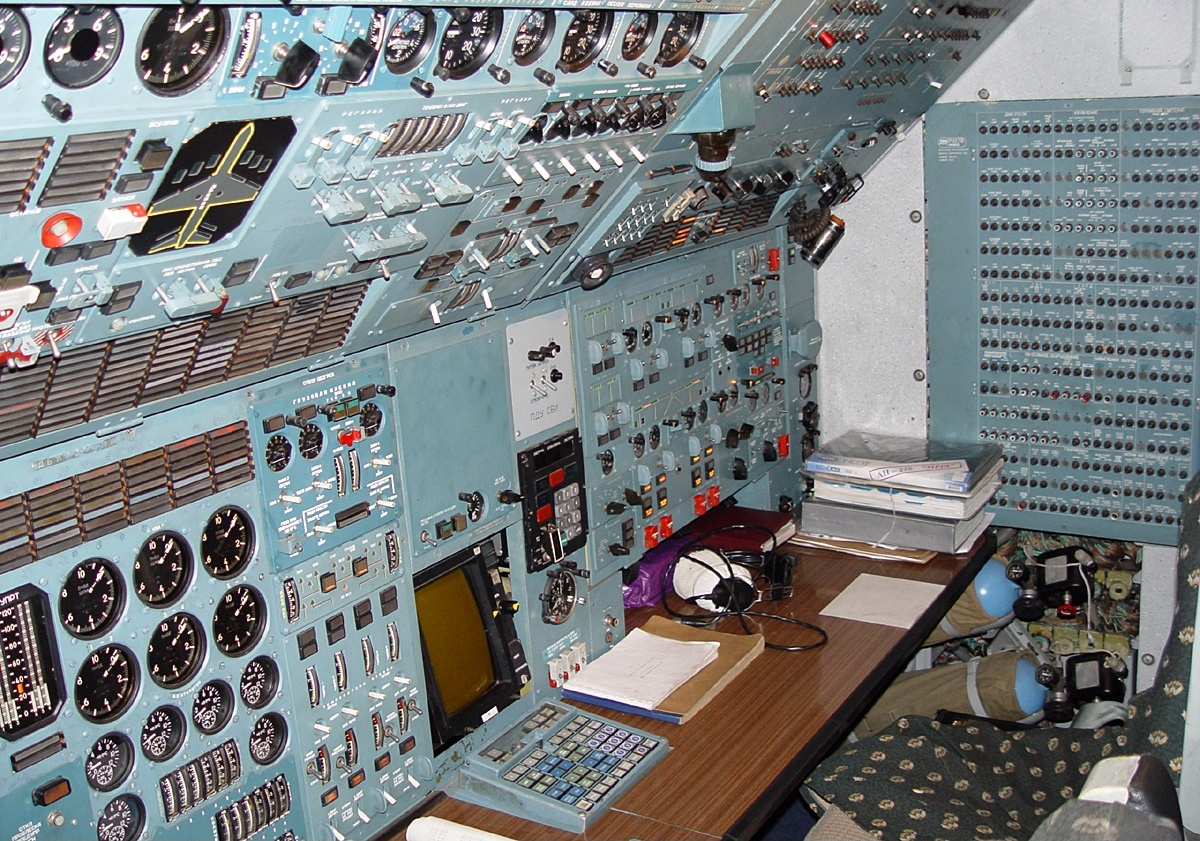
航空機関士の席 / 撮影日は同左。
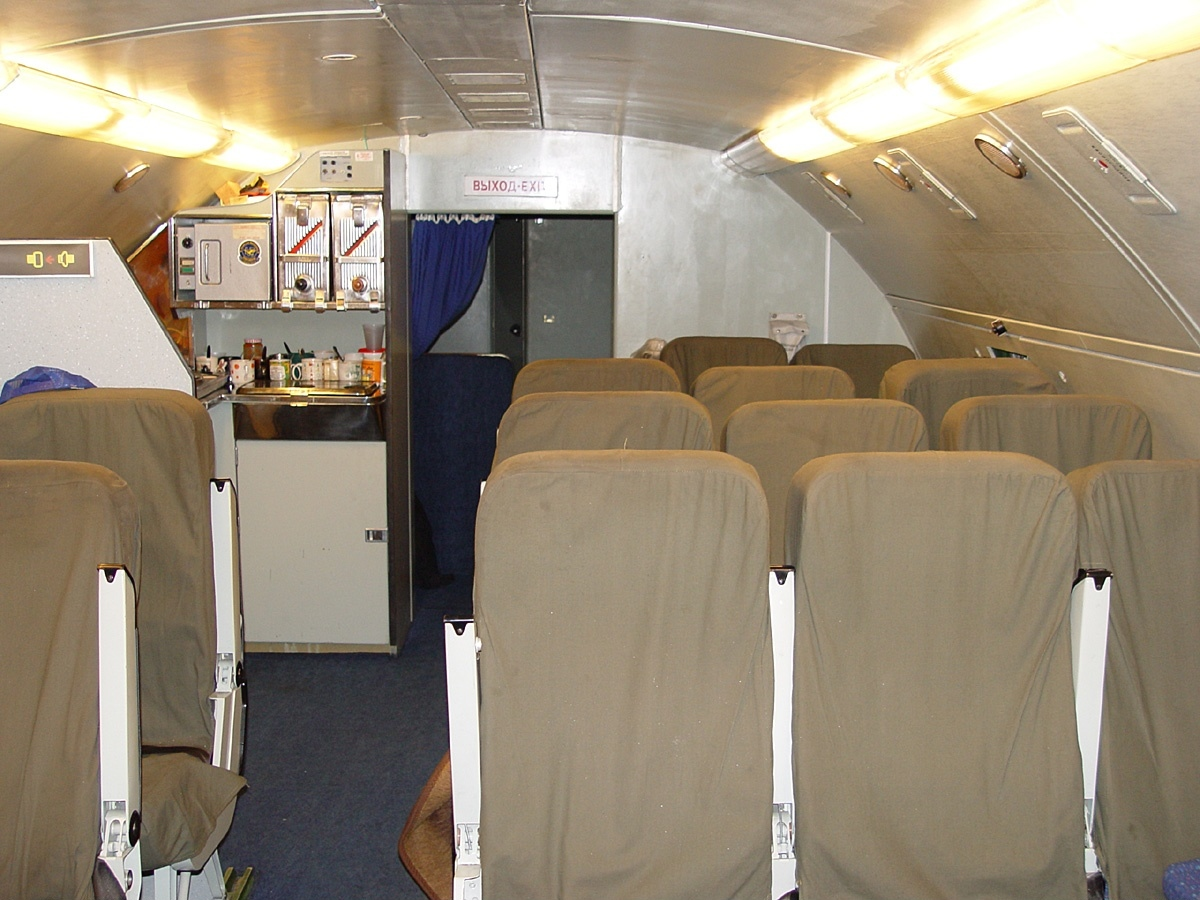
ギャレーと座席 / 撮影日は同左。
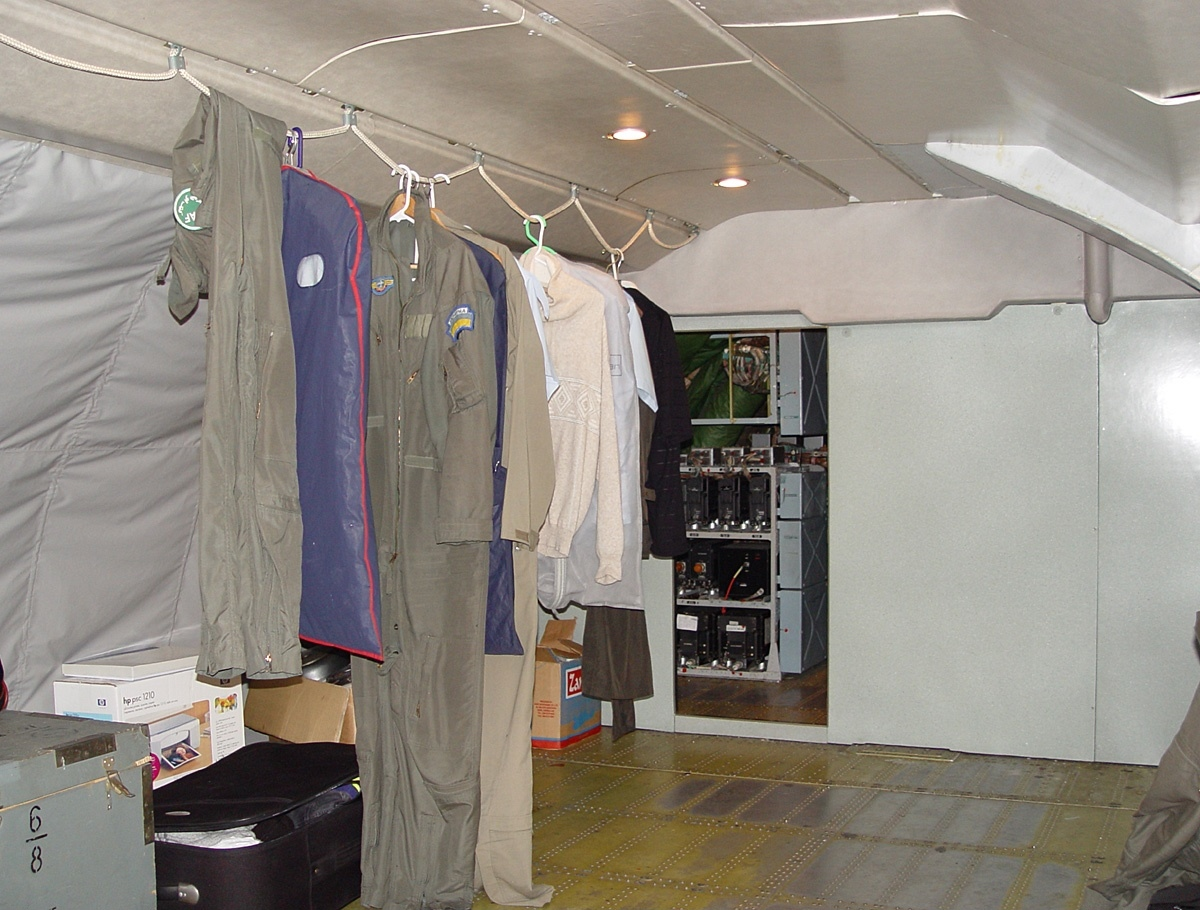
乗員の着替えが吊された元測定機材室 / 撮影日は同左。
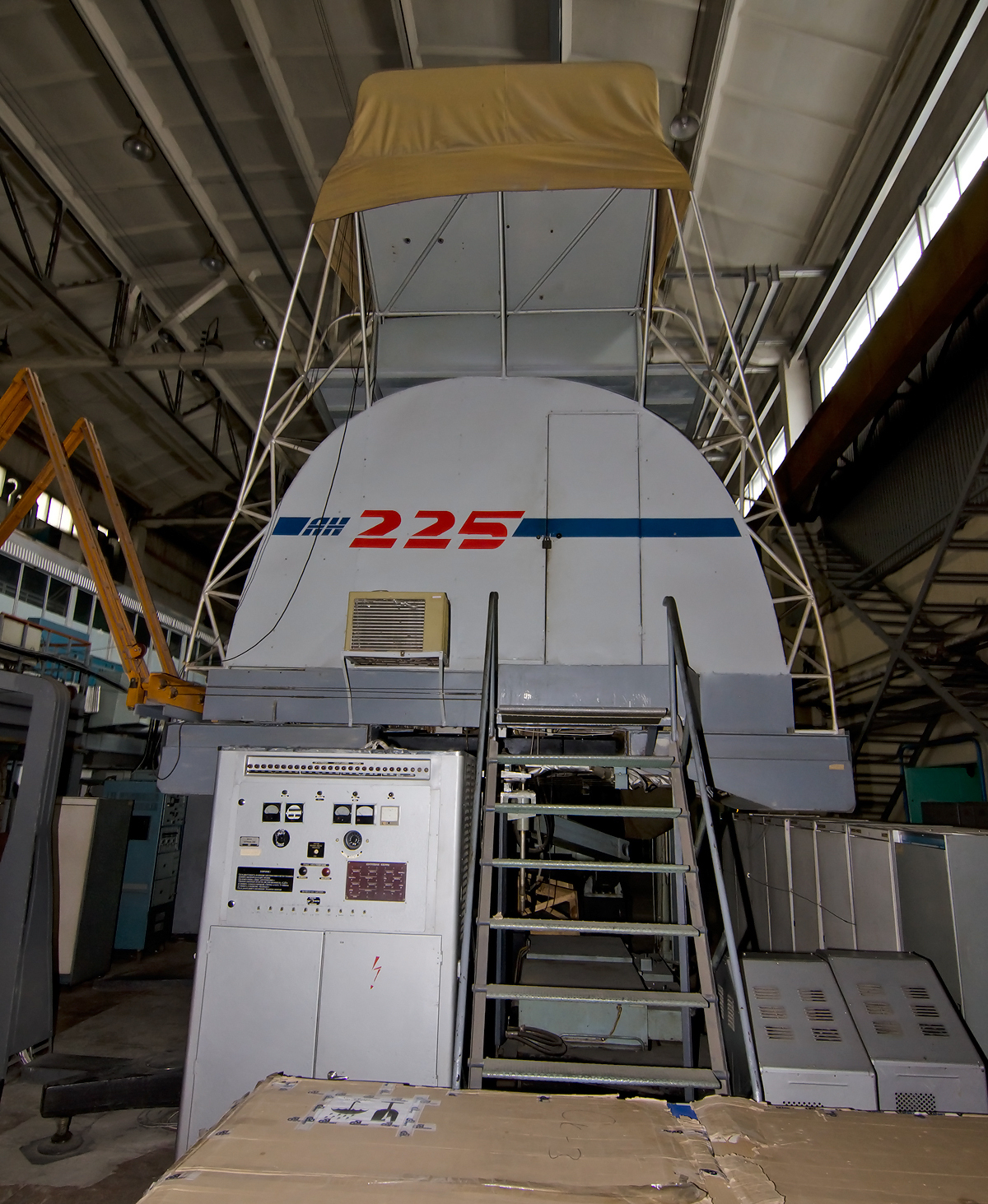
フライトシミュレータ / 撮影日は同左。
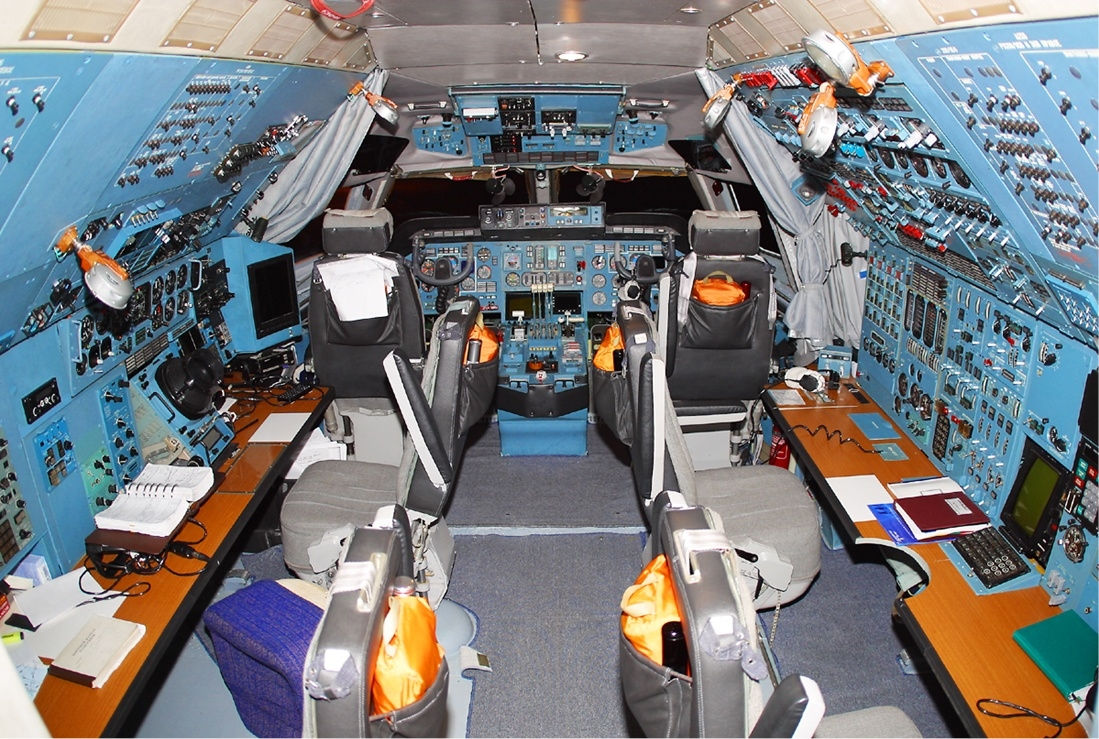
2004年時の操縦席周辺

### ペイロード
An-225の貨物搭載能力は、アメリカ空軍のC-5（122トン）やAn-225の基となったAn-124（150トン）を圧倒している。
An-225の最大ペイロードは、公称では250.000トン（当初は225トン）。実飛行ではウクライナのテストパイロットであるオレクサンドル・ハルネンコ (Oleksandr Halunenko) によって2001年9月11日にキーウ－オデッサ間を253.820トンを搭載して飛行した実績があり、国際航空連盟 (FAI) が世界記録として認定している。2004年には247トンの貨物を搭載して飛行しているが、この場合の着陸重量は空虚重量と貨物の合計だけでもすでに532トンとAn-124の最大着陸重量330トンに対して1.61倍超となり非常に重く、An-124とAn-225の翼面積の比（1.44倍）、主脚の数の比（1.4倍）などから見て非常にシビアな使用条件であることが分かる。
元来、機体上部に宇宙往還機ブランを搭載して運搬するために設計されたため、胴体上部に250トンまでの貨物を搭載することも可能である。ディスカバリーチャンネルで放映された特集番組での取材時には、VM-T アトラントの様に背面に貨物を搭載した際の空気抵抗を軽減するため、設計中のカプセル形カバーの三次元CADの図面が放送された。貨物室は与圧されていないが、仮に貨物室に座席を設置して旅客機に転用したならば、1,500 - 2,000人程度を収容できるほどの容積があるという。

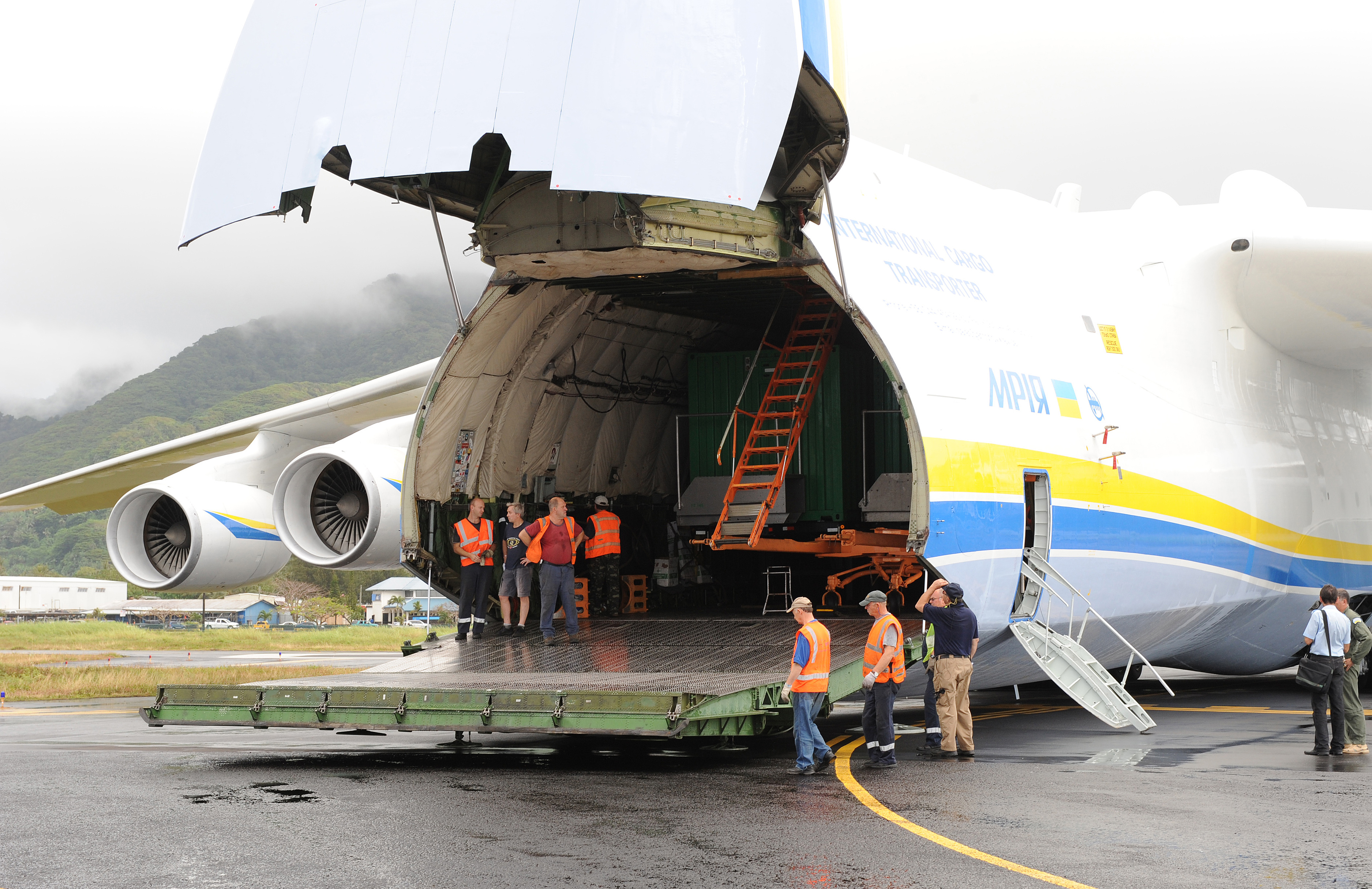
搬入口を開いた状態。
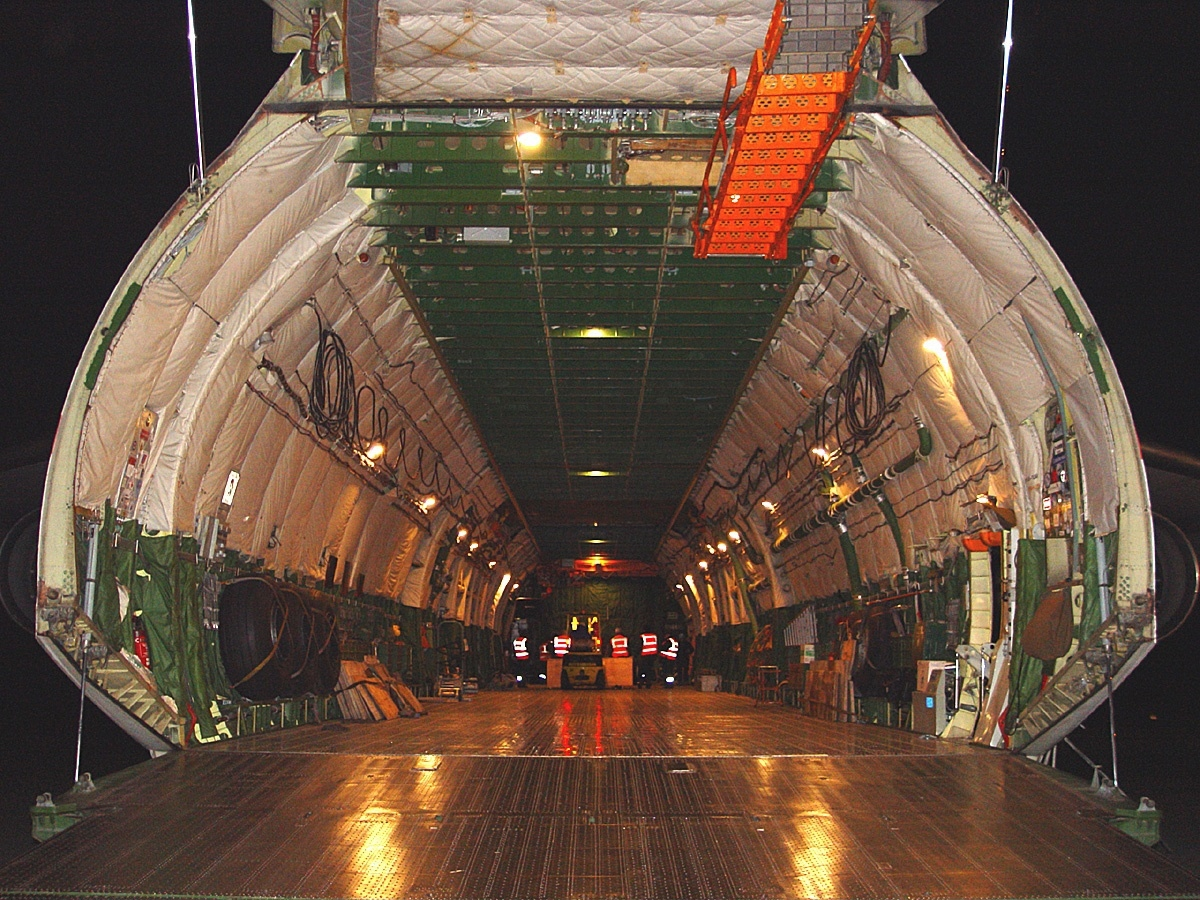
搬入口から見た貨物室。
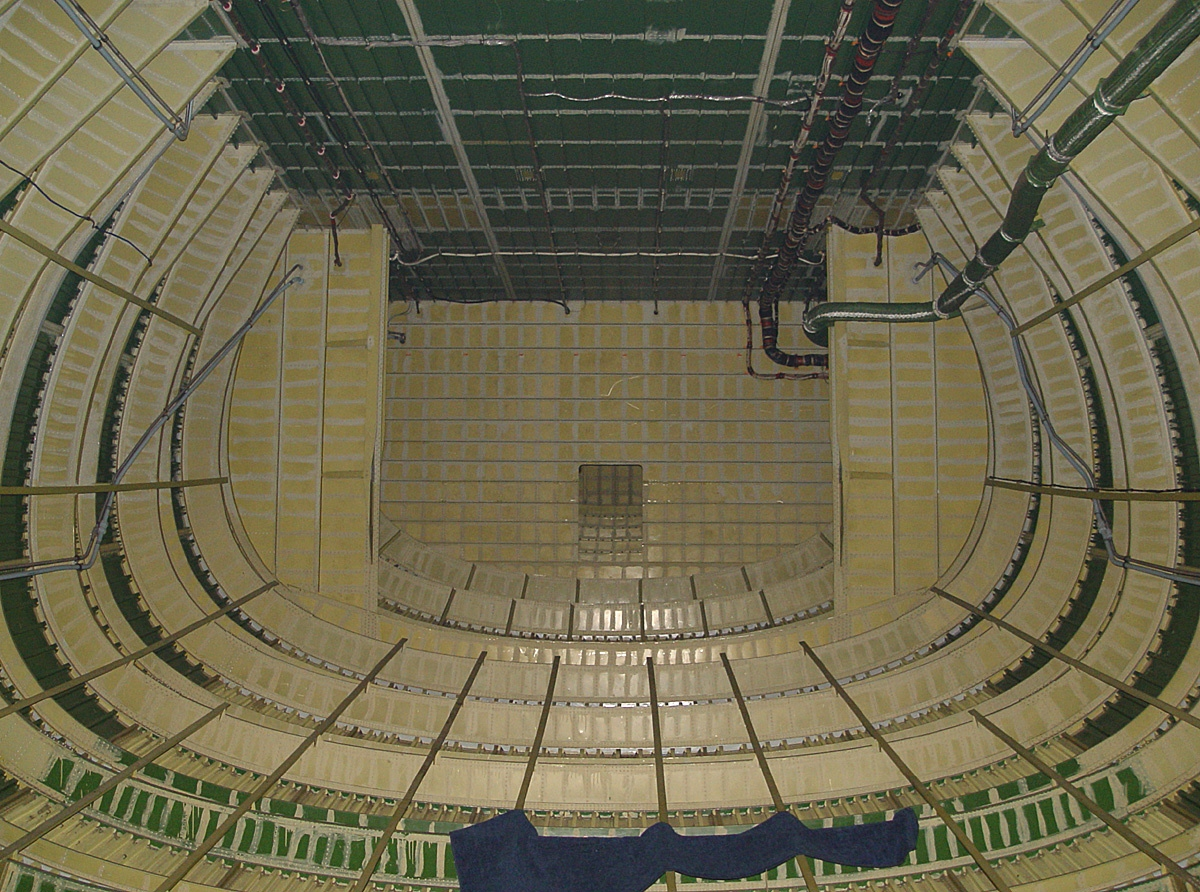
貨物室最後部。乗員からは「映画館」と呼ばれている。

### 機動性

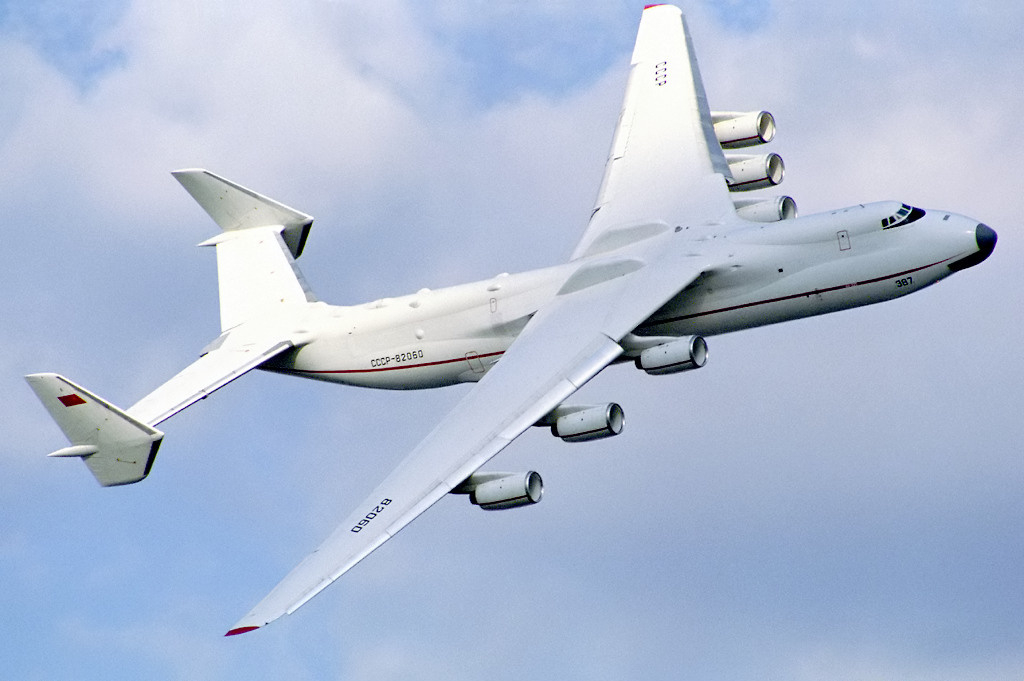
1990年のファーンボロー国際航空ショーで急旋回を披露するAn-225

「世界一重い航空機」の肩書きを持つほど、非常に大きな航空機であるが、高出力で反応の良いエンジン、H字型尾翼や主翼に取付けられた大型の前縁スラットと、後縁フラップなどの基本性能の高さから、劣悪と言われたVM-T アトラントとは逆に「戦闘機なみの機動が可能」と機長に言わしめるほど機動性は高い。
航空ショーに参加した際には、離陸直後に急上昇し旋回、観客席を低空でフライパスしながら急旋回するなどの機動飛行が恒例となっており、貨物を搭載していない状態では、大きさの割に旋回性能が良いことが窺える。
- An-225が、タキシングした後に離陸する様子。
- 離陸するAn-225
- 離陸直後に急上昇し旋回するAn-225

## 世界記録
最大離陸重量の大きさが注目を浴びることの多い An-225ムリーヤ（比較図の色分けでは■）であるが、「一定重量のペイロードを搭載しての速度記録」といった数多くの世界記録を達成してもいる。2004年11月、国際航空連盟 (FAI; Fédération Aéronautique Internationale) は、240もの世界記録をギネス世界記録に申請した。
なお、スケールド・コンポジッツ社が宇宙開発用に進めていたストラトローンチ・システムズは、空中発射ロケットの母機として開発したストラトローンチ（機体名：ストラトローンチ、開発コード名：モデル351、愛称：ロック、通称：モデル351 ロック。比較図の色分けでは■。）を2017年に初公開した。この機は、全幅（翼幅）が約117.35 mもある双胴の6発機で、それまで史上第2位であった An-225 ムリーヤ  (88.74 m) はおろか、71年間も第1位であった H-4 ハーキュリーズ（比較図の色分けでは■）の約97.51 mをも大きく上回った。このストラトローンチが2019年4月13日に初飛行を果たしたことにより、「幅の広い航空機」としての順位は、第1位 ストラトローンチ、第2位 H-4 ハーキュリーズ、第3位 An-225 ムリーヤという順位付けに変わった。また、「航空機」を「輸送用航空機（輸送機）」に置き換えても、ここに挙げた3つの機体はすべて該当する。ただし、ストラトローンチは宇宙開発事業を推し進めていた中心人物が死去したことで社の開発部門が凍結されてしまったため、奇しくも H-4 ハーキュリーズ（実績は高度20 mを1,600 m飛行した1度きり）と同様、1度飛んだ切りでその後は飛ばない飛行機（※飛ぶ性能がありながらも、地上に留め置かれている飛行機）になってしまっている。したがって、「幅の広い実用航空機」および「幅の広い輸送用航空機」ということでは An-225 ムリーヤが第1位であり続けている。条件を「実用」から「量産機」に置き換えた場合、1機しか完成していないAn-225 ムリーヤは含まれず、An-124 ルスラーンが史上最大（幅の広い量産型航空機として史上最大。翼幅が史上最大の量産型航空機。）である。
物体の「大きさ」と航空機の「性能」を測る要素として重要な重量と揚力（動的揚力）については、依然として An-225 ムリーヤが「史上最大の航空機」である。空虚重量は、An-225の285トンに対して、ストラトローンチは情報を確認できない。最大離陸重量は、An-225の640.000トンに対して、ストラトローンチは約589.680トン（燃料を満載し、貨物を搭載した状態の機体重量）。最大離陸重量は、揚力の大きさに直結する。外部ペイロード（風圧などの外部要因を加算した最大積載量）に関しては、An-225 ムリーヤは未確認（あるいは、非公表）、不利な影響を形状面からより大きく受ける可能性が考えられるストラトローンチは約250.000トン。
また、全長については、An-225 ムリーヤ（84.0 m。1988年初飛行）は、登場以来「史上最長の重航空機」にして「史上最長の飛行機」であり続けている。第2位以下は、ボーイング777-9（約76.73 m。2020年初飛行）、ボーイング747-8（約76.25 m。2010年初飛行。比較図の色分けでは■）、エアバスA380-800（73.00 m。2007年初飛行。比較図の色分けでは■）と、いずれも民間の旅客機が続き、第5位にはストラトローンチ（約72.54 m。2019年初飛行）が付けている（※比較図にはこの点で誤りが含まれている。特に、エアバスA380-800とストラトローンチは数値の誤りから順位が入れ替わってしまっている。）。なお、「史上最長の航空機」は全長245 mのヒンデンブルク級飛行船 (Hindenburg-class airship) で、次元の違う領域となっている。ただ、「現存（※機体が大きく損なわれずに残っている）」あるいは「現役（※運用が終了していない）」を条件とした場合には、ツェッペリンNT（全長75.1 m）が「現存する飛行船」としても「現役の飛行船」として世界最長であり、上に挙げた飛行機のうちの第3位まではいずれもこれを上回っている。したがって、「世界最長の、現存する航空機」および「世界最長の、現役の航空機」もまた、An-225 ムリーヤであったが、前述の通りロシアのウクライナ侵攻中甚大な被害を受けており、当面現役復帰は望めない状況となった。

## 諸元
- 乗員：6名（機長、副操縦士、航空機関士 2名、航法士、通信士）
- 全幅：88.74 m
- 全長：84.00 m
- 全高：18.10 m
- 空虚重量：285.000 t
- 最大離陸重量：640.000 t
- 最大搭載量（最大ペイロード）：公称では 250.000 t（当初は 225 t [30]）。
- エンジン：ZMKB イーフチェンコ＝プロフレースD-18 ターボファン×6
- 推力：229.5 kN×6
- 最高速度：850 km/h
- 巡航速度：800 km/h
- 航続距離：15,400 km（貨物最大搭載時は4,000 km）

|                  | C-5B             | C-17                           | Il-76MD                         | An-124                           | An-225            | Y-20             |
| ---------------- | ---------------- | ------------------------------ | ------------------------------- | -------------------------------- | ----------------- | ---------------- |
| 画像             |                  |                                |                                 |                                  |                   |                  |
| 乗員             | 2 - 5名          | 2 - 4名                        | 5名                             | 4 - 6名                          | 6名               | 3名              |
| 全長             | 75.3 m           | 53.0 m                         | 53.19 m                         | 68.96 m                          | 84.0 m            | 47.0 m           |
| 全幅             | 67.89 m          | 51.8 m                         | 50.5 m                          | 73.3 m                           | 88.71 m           | 50.0 m           |
| 全高             | 19.84 m          | 16.8 m                         | 14.44 m                         | 20.78 m                          | 18.1 m            | 15.0 m           |
| 空虚重量         | 170 t            | 128.1 t                        | 92.5 t                          | 175 t                            | 285 t             | 100 t            |
| 基本離陸重量     | ―                | 263 t                          | ―                               | ―                                | 600 t             | ―                |
| 最大離陸重量     | 388 t            | 265.35 t                       | 210 t                           | 405 t                            | 640 t             | 220 t            |
| 最大積載量       | 122.471 t        | 77.519 t                       | 53 t                            | 150 t                            | 250 t             | 66 t             |
| 貨物室           | L37.0×W5.8×H4.1m | L26.83×W5.49×H3.76m            | L20.0×W3.4×H3.4m                | L36.0×W6.4×H4.4m                 | L43.35×W6.4×H4.4m | L20.0×W4.0×H4.0m |
| 発動機           | TF39×4           | F117-PW-100×4                  | PS-90A-76×4                     | D-18T×4                          | D-18T×6           | D-30KP-2×4       |
| 発動機           | ターボファン     |                                |                                 |                                  |                   |                  |
| 巡航速度         | 830 km/h         | 830 km/h                       | 800 km/h                        | 800 – 850 km/h                   | 800 km/h          | 810 km/h         |
| 航続距離         | 122 t / 4,444 km | 0 t / 9,815 km 71 t / 4,630 km | 40 t / 5,000 km 53 t / 4,200 km | 0 t / 15,000 km 150 t / 3,700 km | 600 t / 4,000 km  | 0 t / 7,500 km   |
| 最短離陸滑走距離 | 1,600 m          | 1,000 m                        | 1,800 m                         | 2,530 m                          | 2,400 m           | 600 - 700 m      |
| 生産数（-2023）  | 131              | 279                            | 960                             | 55                               | 1                 | 68               |
| 運用状況         | 現役             | 現役                           | 現役                            | 現役                             | ※使用不能         | 現役             |

※ロシアのウクライナ侵攻による攻撃で焼損し、破壊される。

## 関連事象

### 発行物
ウクライナ 1996年発行 記念切手 Ан-225 «Мрія»

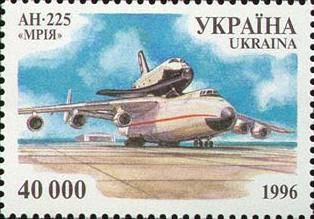
記念切手 Ан-225 «Мрія»

ウクライナで1996年9月14日に発行された。額面は40,000カルボーヴァネツィ。宇宙往還機「ブラン」を背中に載せたAn-225の姿を捉えた水彩画が図案に採用されている。
ウクライナ 2002年発行 記念硬貨 Ан-225 «Мрія»

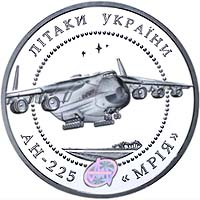
記念硬貨 Ан-225 «Мрія»（裏面）/ 図案を紹介したイラスト。

ウクライナ国立銀行が2002年4月30日に発行した洋白製の硬貨で、裏面に本機がデザインされている。額面は 20フリヴニャ。こちらに向けて飛んでいる本機を中央にあしらった図案になっており、着陸脚を格納しようとしていることと、下に地面が描かれていることから、離陸中の様子を描いていると思われる。

ソロモン諸島 2003年発行 25ドル硬貨
英連邦王国の一つであるソロモン諸島が、2003年に発行したコレクション用硬貨。額面は 25ソロモン諸島ドル。表面にデザインされているのは定型である女王エリザベス2世の若き日の肖像であるが、発行の主旨は裏面にあり、ここに本機がデザインされている。ここでの本機は、海の見える陸地の上空を飛行しており、それを左斜め上から捉えた構図になっている。また、右斜め後方には1機のスホーイ戦闘機が並行して飛んでいるのが見える。

## 登場作品

### コンピュータゲーム
『ガングリフォンII』
実機と異なる点として、後部にも貨物扉を有する仕様に改修されており、飛行中でも開閉が可能となっている。
『マブラヴ オルタネイティヴ』
現実と異なり、各国に多数が配備されている設定となっている。主に機体胴体上部にコンテナを搭載し、その内部に戦術機と呼ばれる人型機動兵器を収納して輸送する。これ以外の機体では戦術機を一度解体して収納する必要があり、戦術機を稼働状態のまま輸送できるのが利点とされる。また、本来は想定された運用ではないが、作中にて戦術機のエアボーン作戦にも使用された。
『ファイアーキャプテン2 〜緊急!!消防最前線24時〜』
最初のシナリオで、プレゼン中に格納庫の火災に巻き込まれる機体として登場。
『Saints Row: The Third』
本機をモデルとした航空機「Gawalek A36」が登場。後部に貨物扉を有しており、飛行中に開閉が可能。中盤のミッションではAWACS型と思われる、上部に巨大なレドームを搭載した機体も登場する。
『Microsoft Flight Simulator』
ロシア軍による破壊が確認されてから1年の節目となる2023年2月27日(日本時間同28日)に、PC版ゲーム内マーケットプレイスでDLCとしてリリース。価格は2,350円。売り上げは全額アントノフ社に寄付され、本機の再建造に充てられる予定。
Xbox版では、同年3月22日（日本時間）にリリースされた。

### 映画
『2012』
登場する本機は、後部に貨物扉を有する仕様になっている。